# Autospurgo

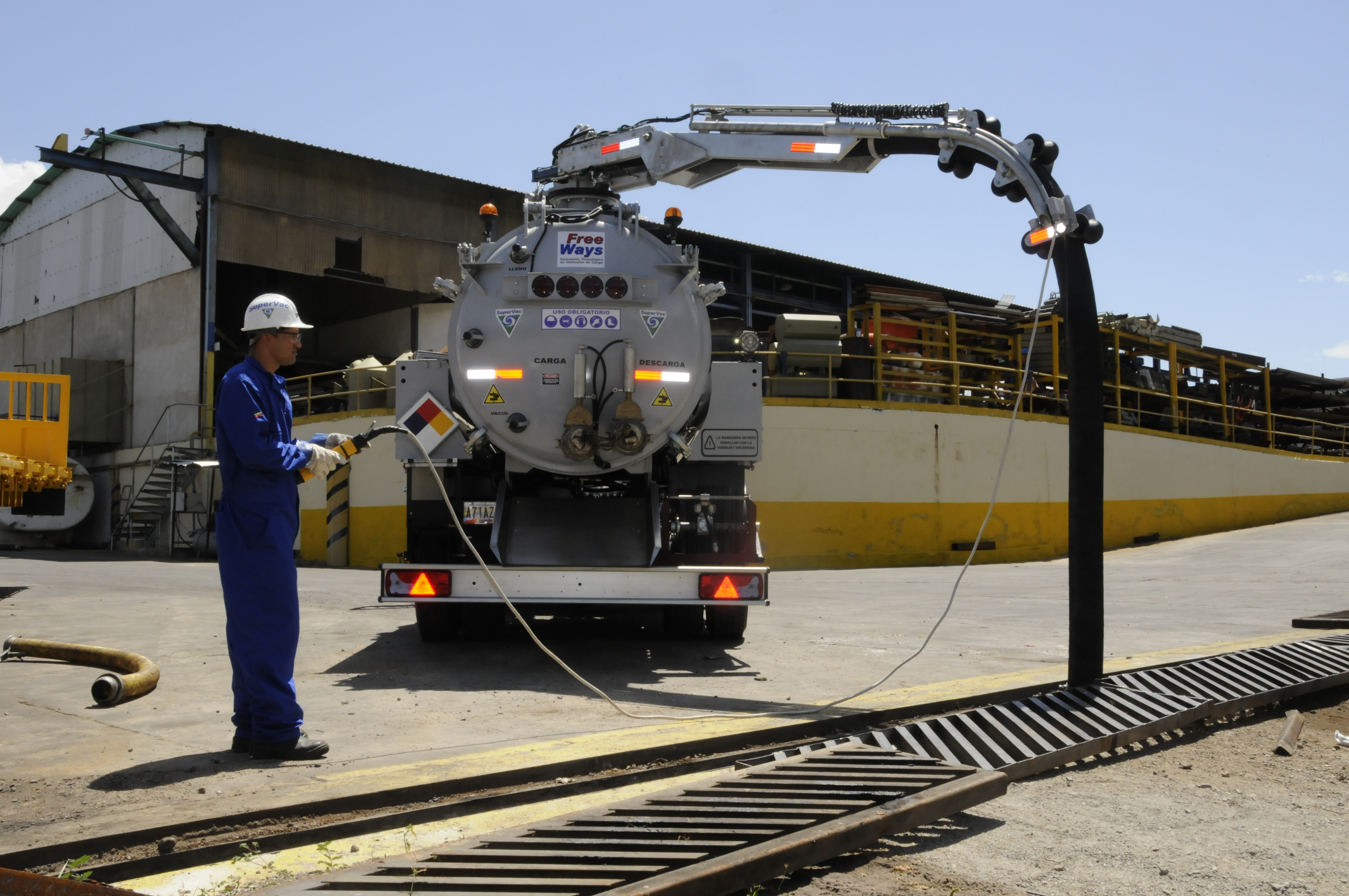
Un autospurgo in azione

L'autospurgo è un automezzo speciale, dotato di serbatoi a tenuta stagna, ove mediante pompe a vuoto viene riempito con il liquame prelevato da fosse biologiche, impianti fognari e qualsiasi altro contenitore che necessita di pulizia.

## Descrizione e funzionamento
Il principio di funzionamento del sistema di aspirazione è il vuoto, creato da pompe specifiche in grado di risucchiare l'aria presente all'interno della cisterna e di creare così il vuoto.
Gli autospurgo sono dotati di pompe per la pressurizzazione dell'acqua, alle quali viene collegata una tubazione con all'estremità degli ugelli dai quali fuoriesce acqua ad alta pressione (di solito tra 0 e i 300 bar). 
La tubazione collegata viene quindi spinta mediante ugelli specifici posti alla testa della tubazione dalla stessa acqua portata in pressione. Le tubazioni che si usano sono tubazioni con trecce di acciaio o tubazioni a trecce di seta, a seconda dalle pressione che si vuole utilizzare.

### Videoispezione
Possono essere utilizzati strumenti di videoispezione, preferibilmente dopo la pulizia eseguita con autospurgo, per visualizzare l'interno delle tubazioni delle reti di fognatura e permettere il rilievo dello stato di degrado quali: rotture, corrosioni, perdite e occlusioni (spesso dovute a radici sotterranee), ecc. Nella norma UNI EN 13508-2:2011 è riportata la metodologia per la codifica dei difetti effettuata con ispezione visiva, necessaria alla valutazione globale delle tubazioni fognarie relativamente agli aspetti di stabilità strutturale ed impatto ambientale.   
Con telecamere filoguidate è possibile eseguire filmati interni alle tubazioni anche di sezione ridotta, tipicamente utilizzate per la connessione degli edifici alla rete principale di più grande diametro, posata lungo le vie cittadine.
Il flusso video generato dalla telecamera in tempo reale rimanda le immagini a un monitor o schermo di controllo. Il sistema permette anche la registrazione di quanto visto dalle telecamere, nonché la produzione del rapporto di videoispezione, che fornirà al gestore delle reti le informazioni occorrenti per la pianificazione degli interventi di manutenzione che si rendono necessari.

## Applicazioni
L'utilizzo di questi sistemi e macchinari, è impiegato per diversi servizi, dal disintasamento di reti fognarie (occluse ad esempio da radici o incrostazioni) al trasporto di liquami e fanghi ad impianti di depurazione.
Un altro utilizzo degli autospurgo è lo svuotamento delle fosse settiche o pozzi neri che di solito si trovano a monte dello scarico dell'allaccio in fognatura. Gli autospurgo purificano le acque nere e le fanno decantare in apposite vasche, dove periodicamente con i mezzi dell'autospurgo vengono svuotate. I fanghi di risulta vengono a loro volta portati in discariche autorizzate per essere smaltite a norma di legge.
L'autospurgo può svolgere inoltre la cosiddetta pulizia "canal jet", dove per mezzo di potenti getti di acqua ad altissima pressione che arrivano fino a 300 atmosfere si disincrosta o si disintasa l'interno di tubazioni compromesse da incrostazioni, ruggine e sedimenti.
Gli autospurgo possono essere utilizzati anche per operazioni di pronto intervento per allagamenti, in special modo causati durante i copiosi temporali di mezza stagione, quando i tombini intasati di locali seminterrati non permettono, dato l'alto afflusso di acqua,  il defluire delle acque pluviali. Con speciali automezzi si interviene per pompare all'esterno le acque che hanno allagato vani interrati o locali scantinati.

## Normativa
Il servizio di autospurgo è disciplinato da rigide leggi in materia eco-ambientale e necessita di autorizzazioni specifiche.